# Destiny's Child (албум)
„Destiny's Child“ е едноименният дебютен албум на американската група Дестинис Чайлд, издаден на 17 февруари 1998 година от Кълъмбия Рекърдс. Албумът достига 67-а позиция в класацията за албуми Билборд 200. Албумът е с общи продажби от 1 милион копия в САЩ и 3 милиона копия в останалата част на света.

## Списък с песни

### Оригинално издание
1. „Second Nature“ – 5:10
2. „No, No, No Part 2“ (с Уиклиф Джийн) – 3:25
3. „With Me Part I“ (с Джърмейн Дюпри) – 3:26
4. „Tell Me“ – 4:47
5. „Bridges“ – 4:05
6. „No, No, No Part 1“ – 4:00
7. „With Me Part II“ (с Мастър Пи) – 4:16
8. „Show Me the Way“ – 4:20
9. „Killing Time“ – 5:09
10. „Illusion“ (с Уиклиф Джийн и Прас) – 3:53
11. „Birthday“ – 5:15
12. „Sail On“ – 4:06
13. „My Time Has Come“ (посветен на Андрета Тилман) – 4:25

### Интернационално издание
1. „Know That“ – 4:25

### Японско издание
1. „Amazing Grace“ – 4:42

### 2001 Европейско преиздание
1. „You're the Only One“ – 3:23
2. „No, No, No“ (Camdino Soul Extended Remix) – 6:35
3. „DubiLLusions“ (Dub Mix от „Illusions“) – 7:33

### Оригинално повишено американско издание
1. „Видео интервюта с групата и всеки член“